# Copa de Campeones de la Concacaf 1986
La Copa de Campeones de 1986 fue la vigésimo segunda edición de la Copa de Campeones de la Concacaf, torneo de fútbol a nivel de clubes más importante de Norteamérica, Centroamérica y el Caribe organizado por la Concacaf. El torneo comenzó el 22 de marzo de 1986 y culminó el 11 de febrero de 1987. Por primera vez participa un club beliceño: Real Verdes.
El campeón fue Alajuelense de Costa Rica, que alcanzó de esta manera su primer título en la competición. Por ello, disputó la Copa Interamericana 1987 frente a River Plate de Argentina.

## Equipos participantes
En cursiva los equipos debutantes en el torneo.
| País                          | Equipo                                    |
| ----------------------------- | ----------------------------------------- |
| Costa Rica · 2 cupos          | LD Alajuelense Deportivo Saprissa         |
| Surinam 2 cupos               | SV Transvaal SV Robinhood                 |
| Trinidad y Tobago 2 cupos     | Trintoc FC Sirocco FC                     |
| Honduras 2 cupos              | CD Motagua CD Marathón                    |
| El Salvador · 2 cupos         | Alianza FC CD Atlético Marte              |
| Antillas Neerlandesas 2 cupos | SV Juventus Bonaire UD Banda Abou         |
| Guatemala · 2 cupos           | CSD Comunicaciones CSD Juventud Retalteca |
| Belice 1 cupo                 | Verdes FC                                 |
| Bermudas 1 cupo               | Pembroke Hamilton Club                    |
| Estados Unidos 1 cupo         | Greek American AA                         |
| Guadalupe 1 cupo              | CS Moulien                                |
| Martinica 1 cupo              | Olympique du Marin                        |
| Guayana Francesa 1 cupo       | SC Kouroucien                             |
| Jamaica 1 cupo                | Seba United FC                            |

## Ronda preliminar
| 22 de marzo de 1986 | Pembroke Hamilton | 1:0 (0:0) | Greek American AA | Warwick Stadium, Bermudas |  |
|                     | Desconocido 88'   |           |                   |                           |  |

| 18 de mayo de 1986 | Greek American AA | 0:1 (0:0) (Global 0:2) | Pembroke Hamilton | Balboa Soccer Stadium, San Francisco |  |
|                    |                   |                        | Burt 70'          |                                      |  |

## Primera ronda

### Pembroke Hamilton - Verdes
| Equipo Local Ida | Resultado | Equipo Visitante Ida | Ida   | Vuelta |
| ---------------- | --------- | -------------------- | ----- | ------ |
| Verdes           | 2 - 4     | Pembroke Hamilton    | 2 - 1 | 0 - 3  |

### Alajuelense - Juventud Retalteca
| 4 de mayo de 1986 | Juventud Retalteca | 1:1 (0:1) | Alajuelense   | Estadio Óscar Monterroso, Retalhuleu                       |                                                            |
|                   | Zelaya 68'         |           | Rodríguez 18' | Asistencia: 8500 espectadores Árbitro(s): Rafael Rodríguez | Asistencia: 8500 espectadores Árbitro(s): Rafael Rodríguez |

| 18 de mayo de 1986 | Alajuelense                   | 2:0 (0:0) (Global 3:1) | Juventud Retalteca | Estadio Alejandro Morera, Alajuela                           |                                                              |
|                    | Arroyo 59' · Arias 90' (pen.) |                        |                    | Asistencia: 4628 espectadores Árbitro(s): José Efraín Rivera | Asistencia: 4628 espectadores Árbitro(s): José Efraín Rivera |

### Alianza - Marathón
| 4 de mayo de 1986 | Marathón | 0:1 (0:0) | Alianza     | Estadio Francisco Morazán, San Pedro Sula |  |
|                   |          |           | Ramírez 84' |                                           |  |

| 18 de mayo de 1986 | Alianza                        | 2:3 (4:2 p.)(Global 3:3) | Marathón                | Estadio Cuscatlán, San Salvador |  |
|                    | García (pen.) · Álvarez (a.g.) |                          | Machado · Bueso · Smith |                                 |  |

### Comunicaciones - Saprissa
| 4 de mayo de 1986 | Saprissa | 0:3 (0:1) | Comunicaciones                           | Estadio Ricardo Saprissa, San José |                               |
|                   |          |           | Aremengor 27' · Chacón 60' · Sánchez 70' | Árbitro(s): José Carlos Ortíz      | Árbitro(s): José Carlos Ortíz |

| 18 de mayo de 1986 | Comunicaciones | 0:2 (0:0) (Global 3:2) | Saprissa                 | Estadio Mateo Flores, Ciudad de Guatemala |                              |
|                    |                |                        | Guardia 76' · Solano 80' | Árbitro(s): Rodolfo Martínez              | Árbitro(s): Rodolfo Martínez |

### Motagua - Atlético Marte
| 4 de mayo de 1986 | Atlético Marte | 1:0 | Motagua | Estadio Cuscatlán, San Salvador |  |
|                   | Ragazzone      |     |         |                                 |  |

| 18 de mayo de 1986 | Motagua                                   | 4:1 (Global 4:2) | Atlético Marte | Estadio Nacional, Tegucigalpa |  |
|                    | Colón ?', ?' · Obando · Rosales ?' (a.g.) |                  | Alvarado       |                               |  |

## Segunda ronda

### Alajuelense - Alianza
| 27 de julio de 1986 | Alajuelense | 1:0 (0:0) | Alianza | Estadio Alejandro Morera, Alajuela                         |                                                            |
|                     | Solano 70'  |           |         | Asistencia: 3255 espectadores Árbitro(s): Rodolfo Martínez | Asistencia: 3255 espectadores Árbitro(s): Rodolfo Martínez |

| 10 de agosto de 1986 | Alianza    | 1:1 (0:0) (Global 1:2) | Alajuelense | Estadio Cuscatlán, San Salvador                                  |                                                                  |
|                      | Alonso 49' |                        | Segura 76'  | Asistencia: 30000 espectadores Árbitro(s): José Enrique Meléndez | Asistencia: 30000 espectadores Árbitro(s): José Enrique Meléndez |

### Motagua - Comunicaciones
| 27 de julio de 1986 | Comunicaciones | 1:1 (1:0) | Motagua       | Estadio Mateo Flores, Ciudad de Guatemala |  |
|                     | Hernández 15'  |           | Chavarría 59' |                                           |  |

| 10 de agosto de 1986 | Motagua                | 2:1 (0:0) (Global 3:2) | Comunicaciones | Estadio Nacional, Tegucigalpa |  |
|                      | Obando 56' · Colón 70' |                        | Contreras 78'  |                               |  |

## Repechaje por la semifinal
| 31 de agosto de 1986 | Motagua                        | 3:2 (0:1) | Pembroke Hamilton    | Estadio Nacional, Tegucigalpa  |                                |
|                      | Da Silva 52', 89' · Obando 60' |           | Dilla 15' · Dill 87' | Asistencia: 12223 espectadores | Asistencia: 12223 espectadores |

| 6 de septiembre de 1986 | Pembroke Hamilton         | 3:0 (2:0) (Global 5:3) | Motagua | Estadio Nacional, Hamilton |  |
|                         | Dilla 15', 30' · Dill 75' |                        |         |                            |  |

## Zona del Caribe

### Primera ronda
| Equipo Local Ida   | Resultado | Equipo Visitante Ida | Ida   | Vuelta |
| ------------------ | --------- | -------------------- | ----- | ------ |
| Olympique du Marin | 0 - 1     | Moulien              | 0 - 1 | 0 - 0  |
| Sirocco            | 3 - 4     | Trintoc              | 2 - 2 | 1 - 2  |

### Segunda ronda
| Equipo Local Ida | Resultado | Equipo Visitante Ida | Ida   | Vuelta |
| ---------------- | --------- | -------------------- | ----- | ------ |
| Trintoc          | 3 - 2     | Moulien              | 1 - 1 | 2 - 1  |

### Tercera ronda
| Equipo Local Ida | Resultado | Equipo Visitante Ida | Ida   | Vuelta |
| ---------------- | --------- | -------------------- | ----- | ------ |
| Seba United      | 1 - 2     | Trintoc              | 1 - 1 | 0 - 1  |

### Primera ronda
| Equipo Local Ida | Resultado | Equipo Visitante Ida | Ida   | Vuelta |
| ---------------- | --------- | -------------------- | ----- | ------ |
| Kouroucien       | 0 - 3     | Transvaal            | 0 - 1 | 0 - 2  |
| Juventus Bonaire | 0 - 7     | Robinhood            | 0 - 2 | 0 - 5  |

### Segunda ronda
| Equipo Local Ida | Resultado | Equipo Visitante Ida | Ida   | Vuelta |
| ---------------- | --------- | -------------------- | ----- | ------ |
| Transvaal        | 6 - 3     | Banda Abou           | 5 - 1 | 1 - 2  |

### Tercera ronda
| 12 de octubre de 1986 | Robinhood          | 2:2 | Transvaal      | Estadio André Kamperveen, Paramaribo |  |
|                       | Stjeward · Rigters |     | Miller · Doest |                                      |  |

| 24 de octubre de 1986 | Transvaal | 1:0 (Global 3:2) | Robinhood | Estadio André Kamperveen, Paramaribo |  |

## Ronda final
|  | Semifinales       | Semifinales       | Semifinales | Semifinales | Semifinales |   |             | Final       | Final | Final | Final | Final |
|  |                   |                   |             |             |             |   |             |             |       |       |       |       |
|  | Pembroke Hamilton | Pembroke Hamilton | 0           | 1           | 1           |   |             |             |       |       |       |       |
|  | Alajuelense       | Alajuelense       | 4           | 0           | 4           |   |             |             |       |       |       |       |
|  |                   |                   |             |             |             |   | Alajuelense | Alajuelense | 4     | 2     | 6     |       |
|  |                   | Transvaal         | Transvaal   | 1           | 1           | 2 |             |             |       |       |       |       |
|  | Transvaal (p.)    | Transvaal (p.)    | 4           | 0           | 4           |   |             |             |       |       |       |       |
|  | Trintoc           | Trintoc           | 2           | 2           | 4           |   |             |             |       |       |       |       |

### Semifinales

#### Alajuelense - Pembroke Hamilton
| 21 de septiembre de 1986 | Alajuelense                                          | 4:0 (2:0) | Pembroke Hamilton | Estadio Alejandro Morera, Alajuela                           |                                                              |
|                          | Fernández 32' · Arroyo 38' · Ulate 57' · Ramírez 69' |           |                   | Asistencia: 8451 espectadores Árbitro(s): Juan Pablo Escobar | Asistencia: 8451 espectadores Árbitro(s): Juan Pablo Escobar |

| 27 de septiembre de 1986 | Pembroke Hamilton | 1:0 (0:0) (Global 1:4) | Alajuelense | Estadio Nacional, Hamilton                               |                                                          |
|                          | Swan 75'          |                        |             | Asistencia: 4000 espectadores Árbitro(s): Angelo Bratsis | Asistencia: 4000 espectadores Árbitro(s): Angelo Bratsis |

#### Transvaal - Trintoc
| 9 de noviembre de 1986 | Transvaal                          | 4:2 | Trintoc                   | Estadio André Kamperveen, Paramaribo |  |
|                        | Lieveld · Doest · Kemble · Gotlieb |     | Desconocido · Desconocido |                                      |  |

| 23 de noviembre de 1986 | Trintoc                                                               | 2:0 (3:4 p.)(Global 4:4)   | Transvaal                            | Estadio Nacional, Puerto España |  |
|                         |                                                                       | Tiros desde el punto penal |                                      |                                 |  |
|                         | - Desconocido - Desconocido - Desconocido - Desconocido - Desconocido |                            | - Miller - Kemble - Godlieb - Peneux |                                 |  |

### Final

#### Ida
| 7 de febrero de 1987 | Transvaal   | 1:4 (1:2) | Alajuelense                                                 | Estadio Alejandro Morera, Alajuela                           |                                                              |
|                      | Godlieb 22' | Reporte   | Fernández 17' · Ulate 30' · Chaves 59' · Cayasso 80' (pen.) | Asistencia: 5176 espectadores Árbitro(s): Juan Pablo Escobar | Asistencia: 5176 espectadores Árbitro(s): Juan Pablo Escobar |

|            | POR        | Roy Belford       |  |
|            | DEF        | Jimmy Letnon      |  |
|            | DEF        | Roel Van Der Kust |  |
|            | DEF        | Ivan Vyent        |  |
|            | DEF        | Sieven Tol        |  |
|            | MED        | Ricardo Peneux    |  |
|            | MED        | Johan Leisberger  |  |
|            | MED        | Ludwig Simson     |  |
|            | DEL        | Regillio Doest    |  |
|            | DEL        | Eric Godlieb      |  |
|            | DEL        | Jimmy Lieveld     |  |
| Entrenador | Entrenador | Wensley Bundel    |  |

|            | POR        | Alejandro González |     |
|            | DEF        | Miguel Vargas      |     |
|            | DEF        | Franco Benavides   |     |
|            | DEF        | Rodolfo Mills      |     |
|            | DEF        | José Carlos Cháves |     |
|            | MED        | Álvaro Solano      | 70' |
|            | MED        | Juan Cayasso       |     |
|            | MED        | Luis Fernández     | 80' |
|            | DEL        | Omar Arroyo        |     |
|            | DEL        | Jorge Ulate        |     |
|            | DEL        | Melvin Araya       |     |
| Entrenador | Entrenador | Josef Bouška       |     |

|  | MED | Luis Raquel Ledezma | 70' |
|  | MED | Elías Arias         | 80' |

| Anotado | 22' | Eric Godlieb | 1:1 |

| Anotado         | 17' | Luis Fernández     | 1:0 |
| Anotado         | 30' | Jorge Ulate        | 2:1 |
| Anotado         | 59' | José Carlos Chaves | 3:1 |
| Anotado · Penal | 80' | Juan Cayasso       | 4:1 |

| Árbitro             | Juan Pablo Escobar  |
| Árbitros asistentes | Guillermo Hernández |
|                     | Carlos Luis Alfaro  |

|            | POR        | Roy Belford       |  |
|            | DEF        | Jimmy Letnon      |  |
|            | DEF        | Roel Van Der Kust |  |
|            | DEF        | Ivan Vyent        |  |
|            | DEF        | Sieven Tol        |  |
|            | MED        | Ricardo Peneux    |  |
|            | MED        | Johan Leisberger  |  |
|            | MED        | Ludwig Simson     |  |
|            | DEL        | Regillio Doest    |  |
|            | DEL        | Eric Godlieb      |  |
|            | DEL        | Jimmy Lieveld     |  |
| Entrenador | Entrenador | Wensley Bundel    |  |

|            | POR        | Alejandro González |     |
|            | DEF        | Miguel Vargas      |     |
|            | DEF        | Franco Benavides   |     |
|            | DEF        | Rodolfo Mills      |     |
|            | DEF        | José Carlos Cháves |     |
|            | MED        | Álvaro Solano      | 70' |
|            | MED        | Juan Cayasso       |     |
|            | MED        | Luis Fernández     | 80' |
|            | DEL        | Omar Arroyo        |     |
|            | DEL        | Jorge Ulate        |     |
|            | DEL        | Melvin Araya       |     |
| Entrenador | Entrenador | Josef Bouška       |     |

|  | MED | Luis Raquel Ledezma | 70' |
|  | MED | Elías Arias         | 80' |

| Anotado | 22' | Eric Godlieb | 1:1 |

| Anotado         | 17' | Luis Fernández     | 1:0 |
| Anotado         | 30' | Jorge Ulate        | 2:1 |
| Anotado         | 59' | José Carlos Chaves | 3:1 |
| Anotado · Penal | 80' | Juan Cayasso       | 4:1 |

| Árbitro             | Juan Pablo Escobar  |
| Árbitros asistentes | Guillermo Hernández |
|                     | Carlos Luis Alfaro  |

#### Vuelta
| 11 de febrero de 1987 20:00 UTC | Alajuelense                 | 2:1 (0:0) (Global 6:2) | Transvaal | Estadio Alejandro Morera, Alajuela                             |                                                                |
|                                 | Fernández 63' · Cayasso 79' | Reporte                | Doest 46' | Asistencia: 4094 espectadores Árbitro(s): Mario Efraín Escobar | Asistencia: 4094 espectadores Árbitro(s): Mario Efraín Escobar |

|            | POR        | Alejandro González |     |
|            | DEF        | Miguel Vargas      |     |
|            | DEF        | Róger Flores       |     |
|            | DEF        | Franco Benavides   |     |
|            | DEF        | José Carlos Cháves |     |
|            | MED        | Rodolfo Mills      |     |
|            | MED        | Juan Cayasso       |     |
|            | MED        | Víctor Sánchez     | 60' |
|            | DEL        | Omar Arroyo        |     |
|            | DEL        | Jorge Ulate        |     |
|            | DEL        | Melvin Araya       |     |
| Entrenador | Entrenador | Josef Bouška       |     |

|            | POR        | Roy Belford       |  |
|            | DEF        | Ivan Vyent        |  |
|            | DEF        | Sieven Tol        |  |
|            | DEF        | Roel Van Der Kust |  |
|            | DEF        | Ludwig Simson     |  |
|            | MED        | Johan Leisberger  |  |
|            | MED        | Regillio Doest    |  |
|            | MED        | Ricardo Peneux    |  |
|            | DEL        | Glenn Kemble      |  |
|            | DEL        | Eric Godlieb      |  |
|            | DEL        | Jimmy Lieveld     |  |
| Entrenador | Entrenador | Wensley Bundel    |  |

|  | MED | Luis Fernández | 60' |

| Anotado | 63' | Luis Fernández | 1:1 |
| Anotado | 79' | Juan Cayasso   | 2:1 |

| Anotado | 46' | Regillio Doest | 1:0 |

| Expulsado | 42' | Sieven Tol |

| Árbitro             | Mario Efraín Escobar |
| Árbitros asistentes | Carlos Luis Alfaro   |
|                     | Guillermo Hernández  |

|            | POR        | Alejandro González |     |
|            | DEF        | Miguel Vargas      |     |
|            | DEF        | Róger Flores       |     |
|            | DEF        | Franco Benavides   |     |
|            | DEF        | José Carlos Cháves |     |
|            | MED        | Rodolfo Mills      |     |
|            | MED        | Juan Cayasso       |     |
|            | MED        | Víctor Sánchez     | 60' |
|            | DEL        | Omar Arroyo        |     |
|            | DEL        | Jorge Ulate        |     |
|            | DEL        | Melvin Araya       |     |
| Entrenador | Entrenador | Josef Bouška       |     |

|            | POR        | Roy Belford       |  |
|            | DEF        | Ivan Vyent        |  |
|            | DEF        | Sieven Tol        |  |
|            | DEF        | Roel Van Der Kust |  |
|            | DEF        | Ludwig Simson     |  |
|            | MED        | Johan Leisberger  |  |
|            | MED        | Regillio Doest    |  |
|            | MED        | Ricardo Peneux    |  |
|            | DEL        | Glenn Kemble      |  |
|            | DEL        | Eric Godlieb      |  |
|            | DEL        | Jimmy Lieveld     |  |
| Entrenador | Entrenador | Wensley Bundel    |  |

|  | MED | Luis Fernández | 60' |

| Anotado | 63' | Luis Fernández | 1:1 |
| Anotado | 79' | Juan Cayasso   | 2:1 |

| Anotado | 46' | Regillio Doest | 1:0 |

| Expulsado | 42' | Sieven Tol |

| Árbitro             | Mario Efraín Escobar |
| Árbitros asistentes | Carlos Luis Alfaro   |
|                     | Guillermo Hernández  |

| Alajuelense Campeón 1.er título |